# Aeroportul Yanbu
Aeroportul Yanbu (în arabă مطار الأمير عبد المحسن بن عبد العزيز الإقليمي أو مطار ينبع الإقليمي) (IATA: YNB, ICAO: OEYN) este un aeroport din Provincia Medina, Arabia Saudită ce deservește zona Yanbu⁠(d). Aeroportul a fost tranzitat în 2021 de 237.029 de pasageri. A fost numit după Abdul Muhsin bin Abdulaziz Al Saud⁠(d).
Situat la o altitudine de 8 m, aeroportul dispune de 1 pistă.

## Infrastructură

### Piste
Aeroportul dispune de o singură pistă. Pista 10/28 are suprafața de asfalt și dimensiunile 3.212 m × 45 m. 